# Епірубіцин
Епірубіцин (англ. Epirubicin, лат. Epirubicinum) — синтетичний лікарський препарат, який за своїм хімічним складом є похідним антрацикліну та належить до групи протипухлинних антибіотиків, є структурним аналогом доксорубіцину і напівсинтетичним похідним даунорубіцину. Епірубіцин застосовується виключно внутрішньовенно. Уперше протипухлинні властивості препарату описані в 1980 році Епірубіцин розроблений у лабораторії компанії «Upjohn», та уперше схвалений FDA у 1984 році.

## Фармакологічні властивості
Епірубіцин — синтетичний лікарський засіб, який є похідним антрацикліну та належить до групи протипухлинних антибіотиків. Механізм дії препарату полягає у гальмуванні ферменту топоізомерази ІІ, ДНК-полімерази та ДНК-залежної РНК-полімерази, що призводить до гальмування синтезу ДНК і РНК, а також спричинює хромосомні аберації та утворення поперечних зв'язків між ланцюгами ДНК. Окрім цього, епірубіцин інгібує фермент ДНК-геліказу, що призводить до порушення реплікації і транскрипції нуклеїнових кислот. Епірубіцин також бере участь у окисно-відновних реакціях, під час яких утворюються цитотоксичні вільні радикали, що також сприяє протипухлинній дії препарату. Епірубіцин застосовується при різних формах раку: раку молочної залози, неходжкінських лімфомах, раку яєчника, раку печінки, раку шлунку, раку легень, раку підшлункової залози, колоректальному раку, нейробластомі, злоякісних лімфомах, саркомі м'яких тканин і кісток, пухлин ділянки голови та шиї, а також при лейкозах.

### Фармакокінетика
Епірубіцин швидко розподіляється в організмі після внутрішньовенної ін'єкції, після внутрішньовенного введення біодоступність препарату становить 100 %. Препарат добре (на 77 %) зв'язується з білками плазми крові. Препарат погано проходить через гематоенцефалічний бар'єр, даних за проникнення через плацентарний бар'єр та в грудне молоко немає. Метаболізм препарату проходить у печінці та є трифазним. Виводиться препарат із організму з жовчю, переважно у вигляді метаболітів. Кінцевий період напіввиведення препарату складає в середньому 40 годин, і цей час може збільшуватися при порушеннях функції печінки або нирок.

## Покази до застосування
Епірубіцин застосовують для лікування раку молочної залози, неходжкінських лімфомах, раку яєчника, раку печінки, раку шлунку, раку легень, раку підшлункової залози, колоректальному раку, нейробластомі, злоякісних лімфомах, саркомі м'яких тканин і кісток, пухлин ділянки голови та шиї, а також при лейкозах.

## Побічна дія
При застосуванні епірубіцину спостерігаються наступні побічні ефекти:
- Алергічні реакції та з боку шкірних покривів — алопеція, гарячка, шкірні алергічні реакції.
- З боку травної системи — стоматит, нудота, блювання, біль у животі, діарея, запалення слизових оболонок травного тракту, порушення функції печінки.
- З боку серцево-судинної системи — аритмії, хронічна серцева недостатність, тахікардія, артеріальна гіпертензія, рідко токсична кардіоміопатія.
- Зміни в лабораторних аналізах — лейкопенія, тромбоцитопенія, анемія, підвищення активності амінотрансфераз.
- Інші побічні ефекти — флебіт та некроз шкіри і підшкірної клітковини в місці ін'єкції; при застосуванні під час вагітності можливі внутрішньоутробна загибель плода, вади розвитку плода, затримка росту плода, ембріональна токсичність.[5]

## Протипокази
Епірубіцин протипоказаний при підвищеній чутливості до препарату, вираженій мієлодепресії, серцевій недостатності, попередньому лікуванні доксорубіцином або даунорубіцином, вагітності та годуванні грудьми.

## Форми випуску
Епірубіцин випускається у вигляді концентрату для приготування розчину для ін'єкцій по 2 мг/мл у флаконах по 5; 10; 25; 50 і 100 мл; а також ліофілізату для приготування розчину для внутрішньовенного застосування у флаконах по 10 і 50 мг.